# Tautoneura redama
Tautoneura redama är en insektsart som beskrevs av Irena Dworakowska 1981. Tautoneura redama ingår i släktet Tautoneura och familjen dvärgstritar. Inga underarter finns listade i Catalogue of Life.